# Барская Канава
Барская Канава (Брусна) — река в России, протекает по Рязанской области. Правый приток Брусны.

## География
Река Барская Канава берёт начало в деревне Павловское и течёт на восток. Устье реки находится у деревни Кочугурки в 14 км по правому берегу реки Брусна. Длина реки составляет 12 км.

## Данные водного реестра
По данным государственного водного реестра России относится к Окскому бассейновому округу, водохозяйственный участок реки — Проня от истока и до устья, речной подбассейн реки — Бассейны притоков Оки до впадения Мокши. Речной бассейн реки — Ока.
Код объекта в государственном водном реестре — 09010102112110000025615.